# Guizygiella salta
Guizygiella salta là một loài nhện trong họ Tetragnathidae.
Loài này thuộc chi Guizygiella. Guizygiella salta được miêu tả năm 1996 bởi Yin & Gong.